# Sákis Boulás
(Athanásios) Sákis Boulás (grec moderne : (Αθανάσιος) Σάκης Μπουλάς) né le 25 septembre 1954 à Kilkís et mort le 21 février 2014, est un acteur et chanteur grec.

## Télévision
- Peninta peninta série (2005 puis 2010-2011)

## Sources
- (en) Nécrologie sur Greek reporter
- (en) Nécrologie e-Kathimerini